# Haploposthia microphoca
Haploposthia microphoca är en plattmaskart som beskrevs av Ernst Marcus 1950. Haploposthia microphoca ingår i släktet Haploposthia och familjen Haploposthiidae. Inga underarter finns listade i Catalogue of Life.